# Ле Мау, Эммануэль
Жан Эммануэль Морис Ле Мау (фр. Jean Emmanuel Maurice Le Maoût; 1799—1877) — французский ботаник.

## Биография
Жан Эммануэль Морис Ле Мау родился 29 декабря 1799 года в городе Генган на территории департамента Кот-дю-Нор (ныне Кот-д’Армор) во Франции. Учился в Парижском университете (Сорбонне). В 1842 году Ле Мау была присвоена докторская степень по медицине. Затем он стал профессором Парижского университета. 12 августа 1869 года Ле Мау был произведён в офицеры Ордена Почётного легиона. Эммануэль Ле Мау скончался 16 апреля 1877 года в Париже.
Эммануэль Ле Мау издал несколько научных работ по ботанике. Некоторые из них были написаны в соавторстве с Жозефом Декеном. Иллюстрации для большинства из них выполнены художником Луи Шарлем Огюстом Штейнгейлем.

## Некоторые научные работы Ле Мау
- Le Maout, E. (1843—1844) Leçons élémentaires de botanique.
- Le Maout, E. (1846) Atlas élémentaire de botanique.
- Le Maout, E. (1851—1852) Botanique.
- Le Maout, E., Decaisne, J. (1855) Flore élémentaire des jardins et des champs.
- Le Maout, E., Decaisne, J. (1868) Traité général de botanique.
- Le Maout, E., Decaisne, J. (1873) A general system of botany.
- Le Maout, E. (1914) Tablas dicotomas.

## Растения, названные в честь Э. Ле Мау
- Maoutia Wedd., 1854
- Maoutia Montrouz., 1860, nom. illeg. [syn.  Oxera Labill., 1824]
- Begonia lemaoutii Vallerand, 1889